# 新乡市纺织工业聚集区
新乡市纺织工业聚集区是中华人民共和国河南省新乡市延津县下辖的一个类似乡级单位。

## 行政区划
下辖以下地区：
新乡市纺织工业聚集区虚拟社区。